# François Civil
François Civil (Parijs, 29 januari 1990) is een Frans acteur.

## Carrière
Civil maakte in 2005 zijn acteerdebuut. In 2014 speelde hij in de Engelstalige producties, de miniserie Rosemary's Baby en de film As Above, So Below. Hij ontving een Trophée Chopard voor mannelijke openbaring, op het Filmfestival van Cannes in 2019 en een acteur van het jaar bij de GQ France Men of the Year Awards  in 2023, mede voor zijn rol als D'Artagnan in de film Les Trois Mousquetaires: D'Artagnan en het vervolg Les Trois Mousquetaires: Milady.

## Filmografie

### Films
Uitgezonderd korte films.
- 2005: Le Cactus als jonge Patrick
- 2007: Molière als Louis Béjart op 14-jarige leeftijd
- 2008: Soit je meurs, soit je vais mieux als Martial Dulac
- 2008: Sur ta joue ennemie als Milan
- 2008: 15 ans et demi als een festivalganger
- 2010: Bus Palladium als Mario
- 2011: Nos résistances als Racine
- 2011: Une pure affaire als Tom
- 2012: Elles als Florent
- 2013: La Stratégie de la poussette als François
- 2013: 20 ans d'écart als een student in de collegezaal
- 2013: Fonzy als Hugo
- 2014: Macadam Baby als Thomas
- 2014: As Above, So Below als Papillon
- 2014: Frank als Baraque
- 2015: Made in France als Christophe
- 2016: Five als Timothée
- 2017: Ce qui nous lie als Jérémie
- 2017: Burn Out als Tony
- 2019: Le Chant du loup als Chanteraide
- 2019: Celle que vous croyez als Alex
- 2019: Mon inconnue als Raphaël
- 2019: Deux Moi als Rémy
- 2021: BAC Nord (internationaal getiteld The Stronghold) als Antoine
- 2022: En corps als Yann
- 2022: Lightyear als Buzz Lightyear (stem Franse versie)
- 2023: Les Trois Mousquetaires: D'Artagnan als D'Artagnan
- 2023: Une zone à défendre als Greg
- 2023: Les Trois Mousquetaires: Milady als D'Artagnan
- 2024: Pas de vagues als Julien

### Televisieseries
Uitgezonderd eenmalige gastrollen.
- 2011: Hard als Tony (7 afleveringen)
- 2013: Tiger Lily, 4 femmes dans la vie als Ziggy (6 afleveringen)
- 2013: Alias Caracalla, au cœur de la Résistance als Maurice de Cheveigné (2 afleveringen)
- 2013-2015: Casting(s) als François (22 afleveringen)
- 2014: Rosemary's Baby als Jacques (2 afleveringen)
- 2015-2017: Dix pour cent als Hippolyte Rivière (10 afleveringen)

### Computerspellen
- 2022: Call of Duty: Modern Warfare II als Commander Phillip Graves (stem Franse versie)

## Theater
- 2011: Le Carton van Clément Michel, geregisseerd door Arthur Jugnot, in het Palais des Glacesin in Parijs.